# Maquis (Star Trek)
A Maquis - ejtsd: màkí - egy kitalált szervezet a Star Trek-univerzumban. Először a Star Trek: Deep Space Nine második évadában kerültek bemutatásra, de visszatértek Star Trek: Az új nemzedékben, illetve a Star Trek: Voyager részeiben is. 

## Áttekintés
A Föderáció és Kardassziai Birodalom határán, a békekötés után kijelölt fegyvermentes övezetben jött létre a Maquis. A Maquis-t nemcsak emberek, hanem földönkívüli fajok is alkották, mint pl. azon bajoriak, akik nem akarták elhagyni a fegyvermentes övezetben gyarmatosított bolygóikat, melyek a Föderáció engedett át a Kardassziai Birodalomnak, a nehézkes béke fenntartásának reményében. A Maquis tagjai lemondtak föderációs állampolgárságukról - ezzel biztonságukról is, minthogy szembenéztek a kardassziai zaklatással, és hamarosan komoly életveszélybe kerültek. Magukat a régi francia maquisardokról "maquis"-nak nevezték el. A plazmaviharokkal teli Vadvidék, amely közel esett a fegyvermentes övezethez, ideális búvóhelynek bizonyult a szakadárok számára. Idővel a mozgalom egyre bővült, sok csillagflottatiszt hagyta ott a Flottát, és állt át a maquishoz.
A Maquis-tagok magukról, mint „ellenállási mozgalomról” beszéltek, azonban mind a Föderáció, mind a Kardassziai Birodalom terroristáknak minősítette őket a különböző csillaghajók megtámadása, lopások, tiltott hadianyagbirtoklás- és felhasználás, merényletek, és hasonló károk okozása miatt. 
Egy alkalommal a kardassziaiak letartóztatták O’Brient és a Maquis-val való együttműködés vádjával bíróság elé állították. Odo és Benjamin Sisko, a DS9 kapitánya mindent megtett, hogy megmentsék, hiszen a kardassziai tárgyalások egyetlen lehetséges kimenetele O’Brien bűnössé nyilvánítása és kivégzése.
Később ismét a Maquis okoz nehézségeket mind Deep Space Nine-nak, mind a kardassziaiaknak. William T. Riker transzporter kreálta ikertestvére, Tom, aki egy Maquis csoport vezetőjeként elrabolja a USS Defiant-et és kardassziai területre repültek, hogy megsemmisítsenek egy ottani fegyvergyárat. 
A Maquis-t végül a Domínium által majdnem teljesen felszámolták, kivéve azokat, akik föderációs börtönökben, illetve a USS Voyagerrel együtt a delta kvadránsban rekedtek.

## Ismertebb maquis-k
- Ro Laren (Az új nemzedék)
- Michael Eddington (Deep Space Nine)
- Chakotay (Voyager)
- Thomas Riker (William Riker transzporterbalesete által kreált ikertestvér, Új Nemzedék és Deep Space Nine)
- Tom Paris (USS Voyager)
- B’Elanna Torres (USS Voyager)
- Seska (USS Voyager, akiről később kiderült, hogy kardassziai kém)
- Ayala (USS Voyager)

## Külső hivatkozások
- A Star Trek hivatalos honlapja
- Magyar Star Trek-adatbázis (halott link)